# Jorge Soler Cabot
Jorge Soler Cabot (Barcelona 1913 – 1976) fue un empresario, joyero y dirigente deportivo español que presidió el Real Club de Tenis Barcelona entre 1972 y 1976.

## Biografía
Nacido en Barcelona en 1913 en el seno de una familia de burguesía catalana, era hijo de Montserrat Cabot y Alejandro Soler, y nieto del empresario, financiero, y político español Joaquin Cabot Rovira. 
Descendiente de la saga de joyeros Cabot y posterior Vda de Francisco Cabot e hijos, en 1952 se hizo cargo del negocio familiar y se asoció con Enric Domenech, creando la firma de joyería Domenech - Soler Cabot, donde diseñaba las piezas y atendía a la clientela de la burguesía catalana. Ubicada en Paseo de Gracia n.º 11 de Barcelona, Domenech - Soler Cabot, logró alcanzar un gran prestigio en la ciudad. La gran calidad de sus gemas (diamantes, zafiros, esmeraldas y rubíes) hizo que se convierta en una de las joyerías de referencia de España. En su última trayectoria, crea Soler Cabot 1842, siguiendo la tradición original de Cabot joyeros.
Jorge Soler Cabot fue un apasionado del deporte, y en su juventud fue campeón con L.Carles del Campeonato de España de Dobles en 1940 y finalista en 1934 con Juan Manuel Blanc y en 1941 con L. Carles.
En su vertiente como dirigente deportivo, Jorge Soler Cabot formó parte desde 1961 hasta 1968 de la directiva del FC Barcelona. En 1966 diseña el Trofeo Joan Gamper, competición impulsada por Enric Llaudet en homenaje al fundador del club.
En 1972 asumió la presidencia del Real Club de Tenis Barcelona. Durante su mandato, se hizo una importante renovación y ampliación de las instalaciones de la masía y de la casa club y potenció el Torneo Conde de Godó con la captación de los principales jugadores de tenis a nivel mundial. A su vez, recibió el encargo de Don Carlos Godó Valls, Conde de Godó, de realizar un nuevo trofeo. Jorge Soler Cabot presentó dos diseños en los que se reflejaba la imagen de un tenista en movimento, aportando una personalidad y belleza singular al trofeo.
En 1976, después de su brillante trayectoria, se le otorgó la Medalla al Mérito Deportivo.